# Hinkelbaan

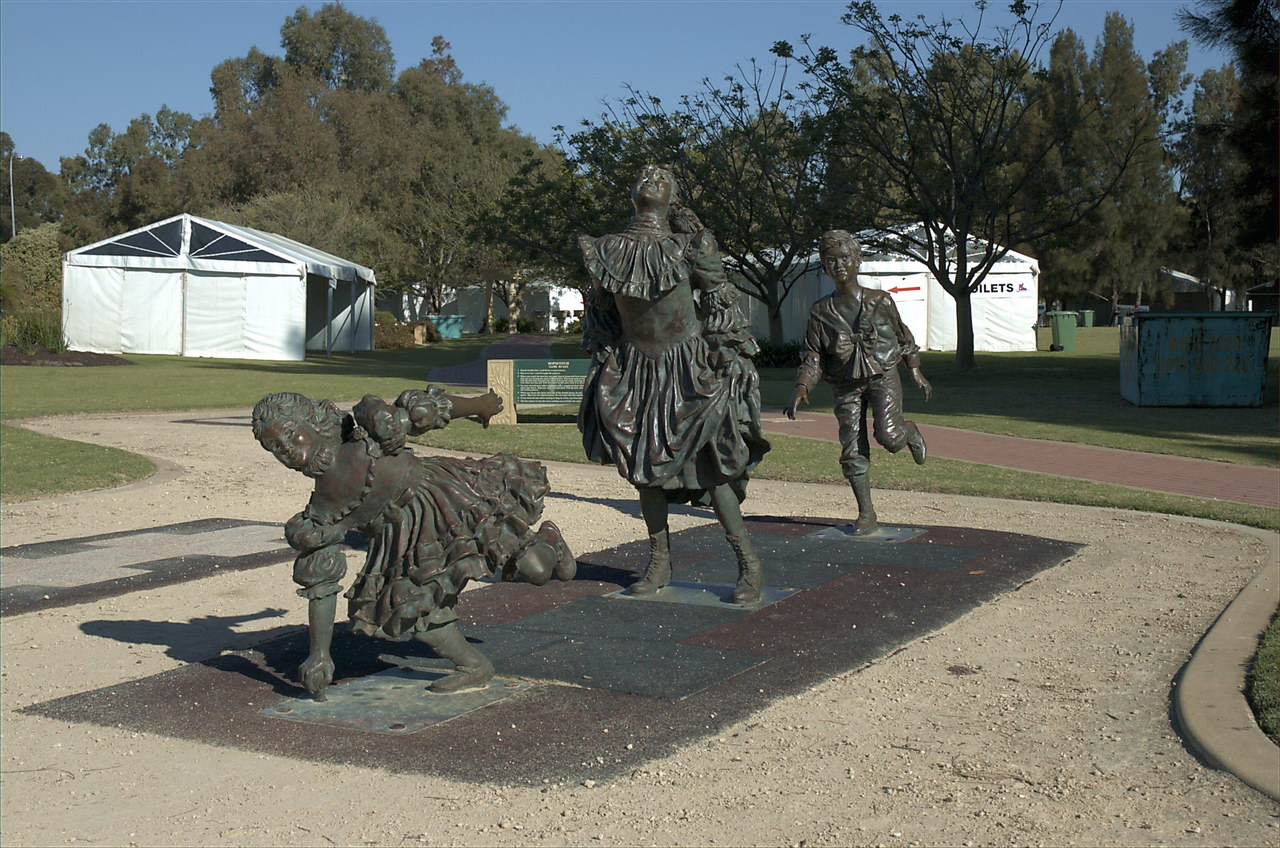
Kunstwerk met hinkelaars in Australië

Een hinkelbaan is een verzameling vakjes, die op straat worden getekend om er te hinkelen. Vooral kinderen spelen dit graag buiten.
De baan kan met krijt worden getekend, maar ook permanent in de stoeptegels verwerkt zijn. Het laatste gebeurt vooral op schoolpleinen.

## Het spel
De vakjes zijn genummerd, bijvoorbeeld van 1 t/m 8. Eerst moet er een steen in vak 1 worden gegooid, en in alle vakken worden gehinkeld, behalve in het vak met de steen: daar wordt overheen gesprongen. Bij 8 aangekomen wordt weer teruggehinkeld naar nummer 3, 2, en over 1 heengesprongen. Als dit zonder fouten en vallen lukt, wordt geprobeerd de steen in vak 2 te gooien, en gaat alles weer opnieuw, maar nu wordt over nummer 2 heengesprongen. Als de steen niet in het juiste vak wordt gegooid, of tijdens het hinkelen buiten het vak wordt gekomen, is de persoon af en is de volgende aan de beurt.

## Geschiedenis
In de Romeinse tijd werden al hinkelbanen ontworpen om de soldaten te trainen, en vooral om het voetenwerk te oefenen. Op deze manier werden hinkelbanen bekend in bijna heel Europa. De kinderen imiteerden de Romeinse soldaten en creëerden al scoresystemen.

## Fotogalerij

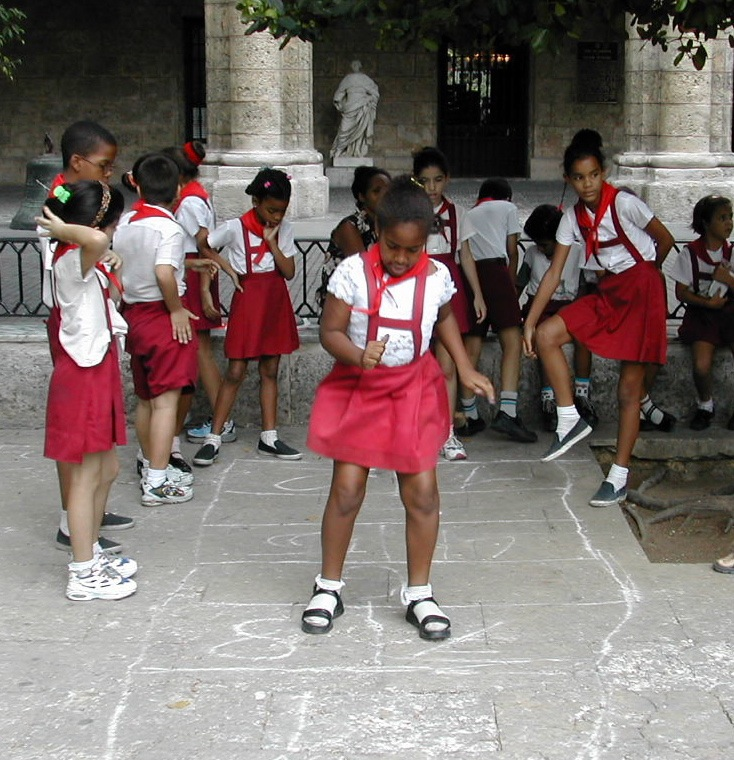
Schoolmeisjes in Cuba op een hinkelbaan
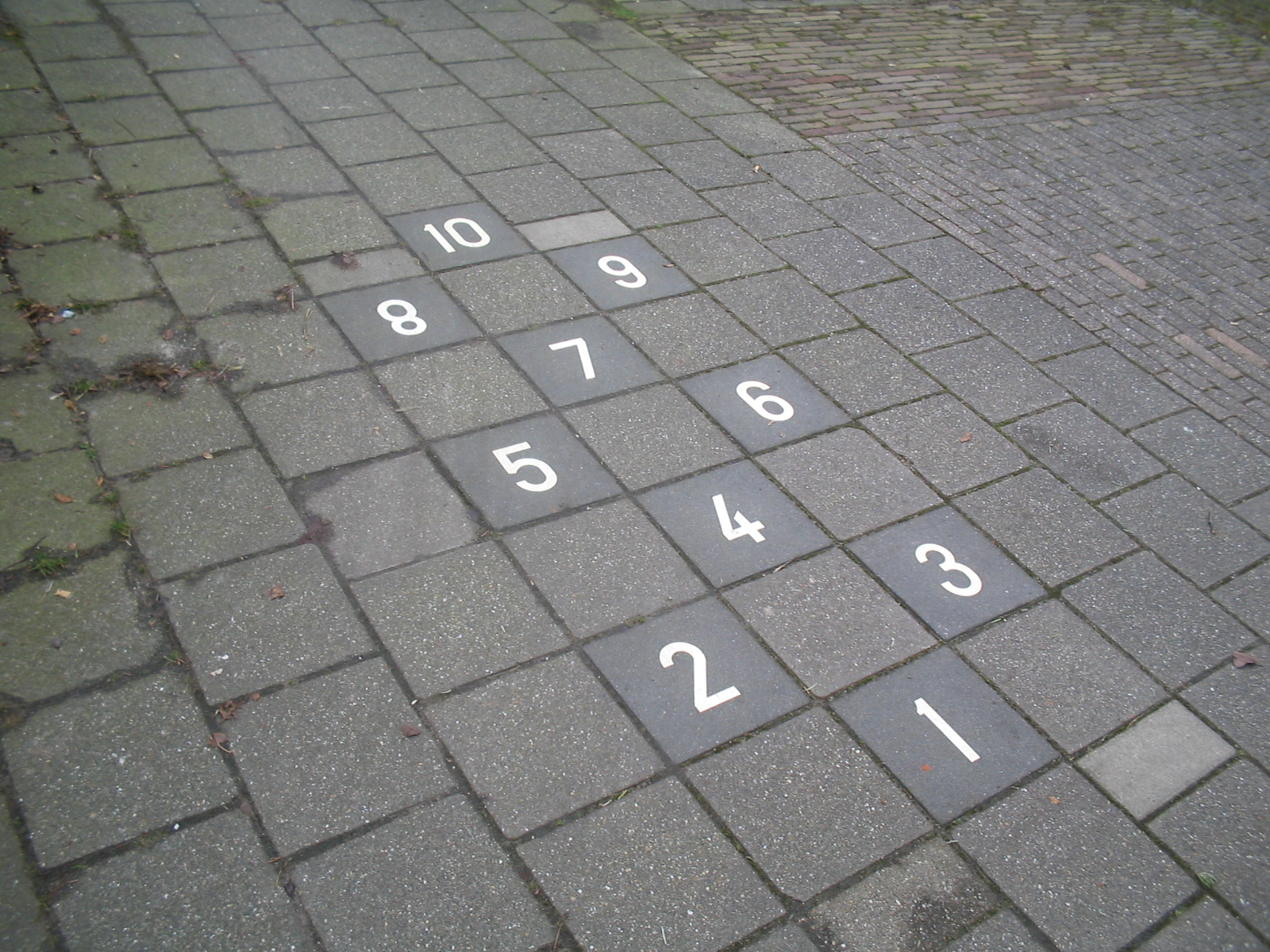
Hinkelbaan op een stoep
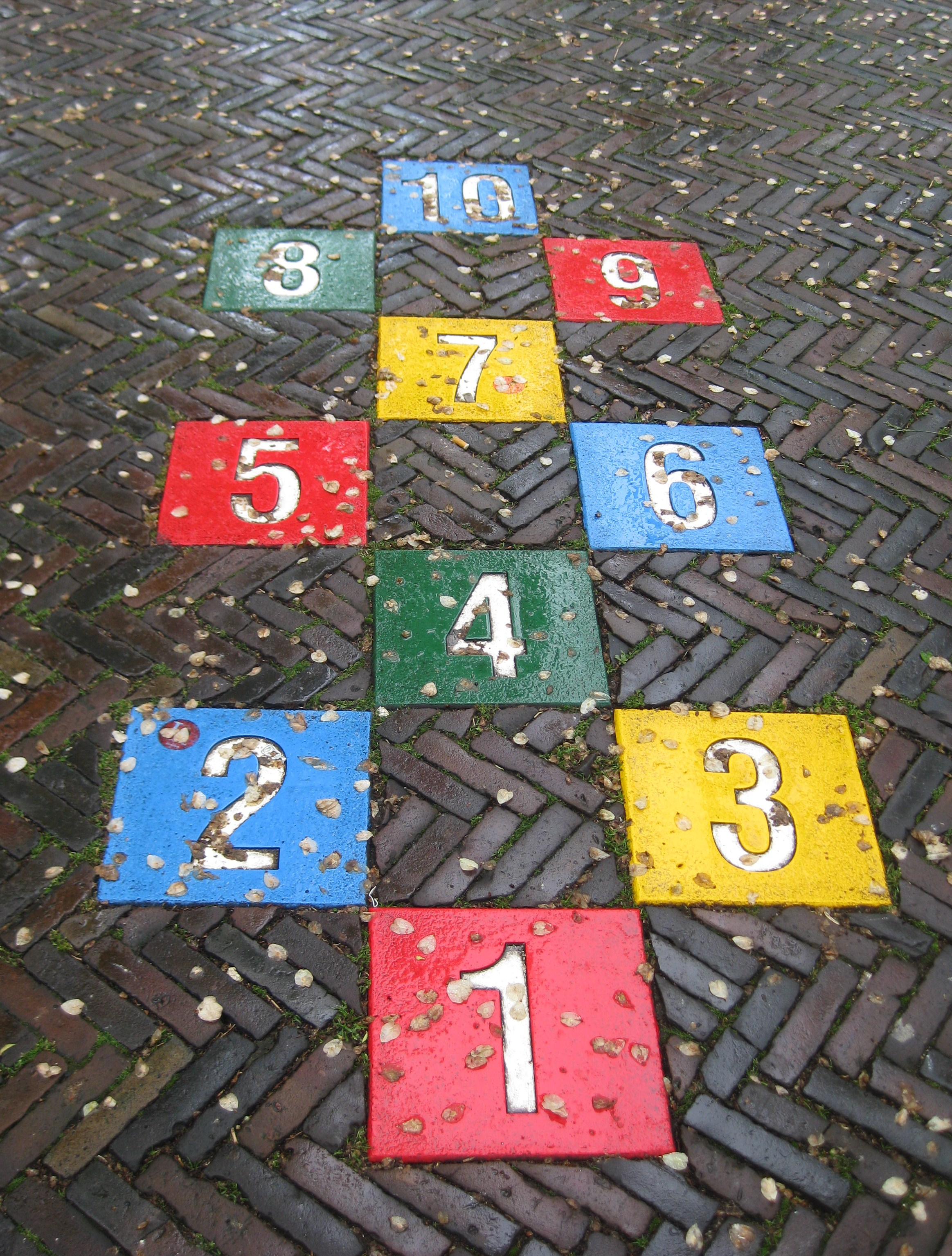
Hinkelbaan op de Postzegelmarkt in Amsterdam
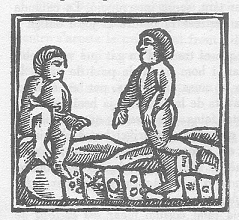
Romeinse hinkelbaan, afbeelding (vermoedelijk) uit de zevende eeuw